# اگون-کاتان‌ویل
اگون-کاتان‌ویل (به فرانسوی: Agon-Coutainville) یک کمون در فرانسه است که در Canton of Saint-Malo-de-la-Lande واقع شده‌است.

## خصوصیات
اگون-کاتان‌ویل ۱۲٫۳۵ کیلومترمربع مساحت و ۲٬۸۲۶ نفر جمعیت دارد و ۳۹ متر بالاتر از سطح دریا واقع شده‌است.